# Хоџиз (Јужна Каролина)
Хоџиз (енгл. Hodges) град је у америчкој савезној држави Јужна Каролина.

## Демографија
По попису из 2010. године број становника је 155, што је 3 (-1,9%) становника мање него 2000. године.
| Група             | 2000.       | 2010.       |
| Белци             | 140 (88,6%) | 137 (88,4%) |
| Афроамериканци    | 12 (7,6%)   | 12 (7,7%)   |
| Азијати           | 0 (0,0%)    | 0 (0,0%)    |
| Хиспаноамериканци | 0 (0,0%)    | 2 (1,3%)    |
| Укупно            | 158         | 155         |